# John Osborne (político)
John Osborne (27 de maio de 1936 - 2 de janeiro de 2011) foi um político de Monserrate que ocupou o cargo de ministro-chefe da ilha.